# Gilia aliquanta
Gilia aliquanta är en blågullsväxtart. Gilia aliquanta ingår i släktet gilior, och familjen blågullsväxter.

## Underarter
Arten delas in i följande underarter:
- G. a. aliquanta
- G. a. breviloba